# Пиер Еманюел
Пиѐр Еманюѐл (на френски: Pierre Emmanuel) е френски поет и журналист.

## Биография
Роден е на 3 май 1916 година в Ган като Ноел Матийо. Малко по-късно родителите му емигрират в Съединените щати и той е отгледан от свой чичо в Лион. Завършва Лионския университет, след което работи като учител и започва да пише стихове, през 1940 година публикува първата си стихосбирка. По време на Втората световна война участва в Съпротивата, а след нейния край дълго време оглавява американската секция на „Ер Те Еф“. През 1968 година е избран за член на Френската академия, но през 1975 година се отказва от членството си, след избора на Фелисиен Марсо, когото обвинява в колаборационизъм по време на войната.
Пиер Еманюел умира на 22 септември 1984 година в Париж.